# Кырыкбаев, Замза Кадылшанович
Замза Кадылшанович Кырыкбаев (род. 16 мая 1942, Акбулак, Восточно-Казахстанская область) — советский и казахстанский водитель и общественный деятель. Полный кавалер ордена Трудовой Славы. Почётный гражданин Усть-Каменогорска.

## Биография
Замза Кырыкбаев родился 16 мая 1942 года в селе Горное Маркакольского района Восточно-Казахстанской области Казахской ССР (сейчас аул Акбулак Курчумского района Восточно-Казахстанской области в Казахстане).
В детстве лишился родителей, после чего по инициативе старших брата и сестры перебрался в Усть-Каменогорск, где учился в школе-интернате имени Джамбула.
В 1960 году окончил шофёрские курсы при автобусном парке №1 Усть-Каменогорска, где впоследствии и работал в течение 47 лет, перевезя за эти годы около пяти миллионов пассажиров. Первоначально работал на 20-местном автобусе КАвЗ, обслуживал шесть городских маршрутов.
В 1964—1967 годах проходил срочную службу в Советской армии, после демобилизации вернулся на предприятие.
В течение многих лет был заместителем, а затем бригадиром маршрута №19. Был рабочим активистом, инициировал соревнование за безремонтный пробег транспорта, безаварийную работу, экономию бензина и покрышек. За время работы подготовил свыше ста водителей автобусов.
Избирался депутатом Верховного Совета Казахской ССР, Восточно-Казахстанского областного Совета народных депутатов.
В 2007 году вышел на пенсию, после чего занялся общественной деятельностью. Входит в Восточно-Казахстанский областной и Усть-Каменогорский городской советы ветеранов войны и труда, в областной совет аксакалов.
Награждён орденами Трудовой Славы III степени (22 апреля 1975), II степени (2 апреля 1981) и I степени (14 февраля 1986), став его полным кавалером, а также медалями. Почётный работник автомобильного транспорта.
27 декабря 2001 года решением Усть-Каменогорского городского маслихата за выдающиеся трудовые заслуги и активную общественную работу удостоен звания почётного гражданина Усть-Каменогорска.
Умер 31 мая 2024 года.